# Репс

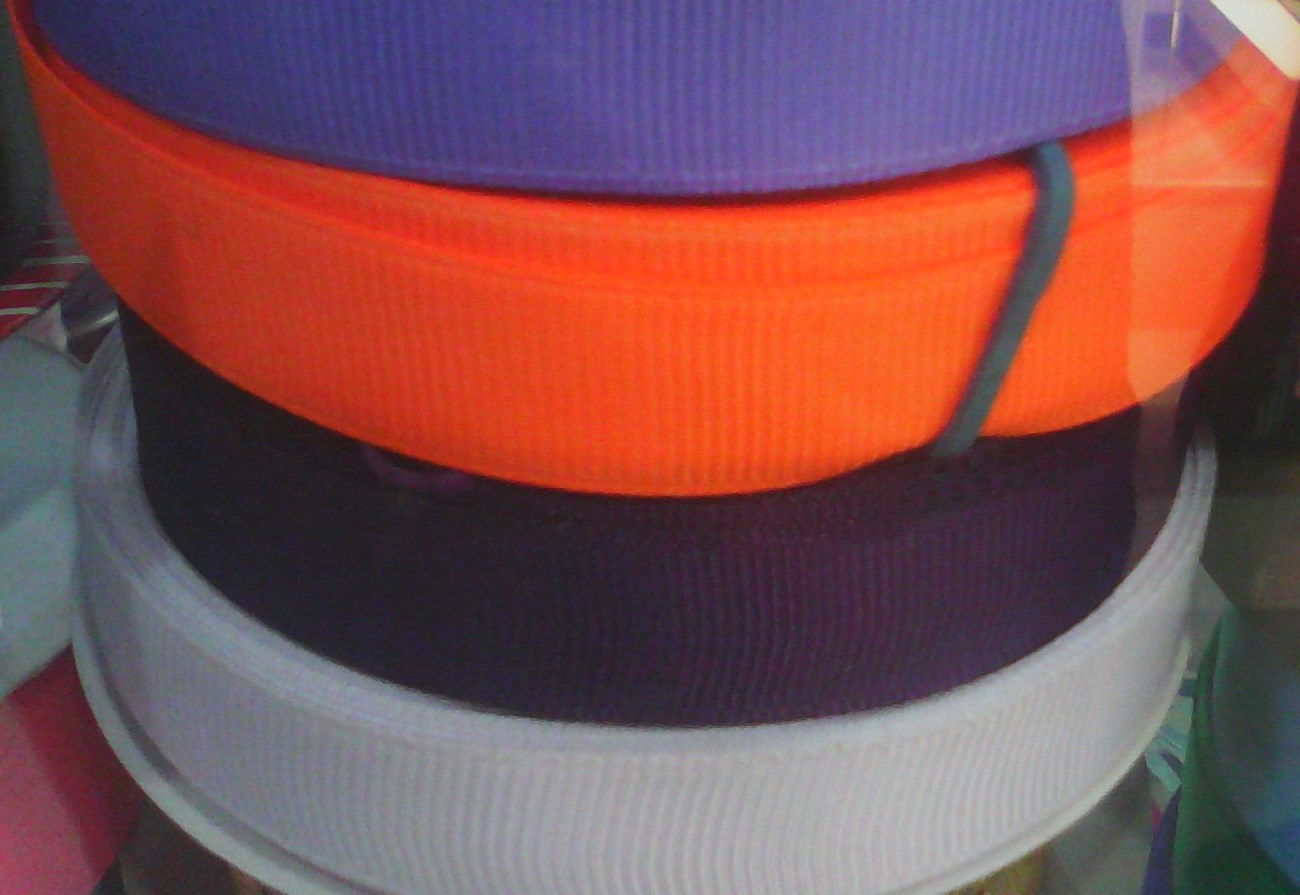
Рулоны репсовых лент

Репс (от англ. reps) — хлопчатобумажная или шёлковая ткань, образованная переплетениями, производными от полотняного переплетения — осно́вный или уто́чный репс. У основного репса более длинные (усиленные) основные перекрытия, чем уточные, у уточного — наоборот, уточные перекрытия длиннее основных.

## Применение
Репс используют для пошива одежды и обуви, а также как декоративный материал.
Репсовая лента применяется для укрепления горловин, карманов, рукавов одежды.